# Earias paralella
Earias paralella là một loài bướm đêm thuộc họ Nolidae. Nó được tìm thấy ở Úc.

## Hình ảnh

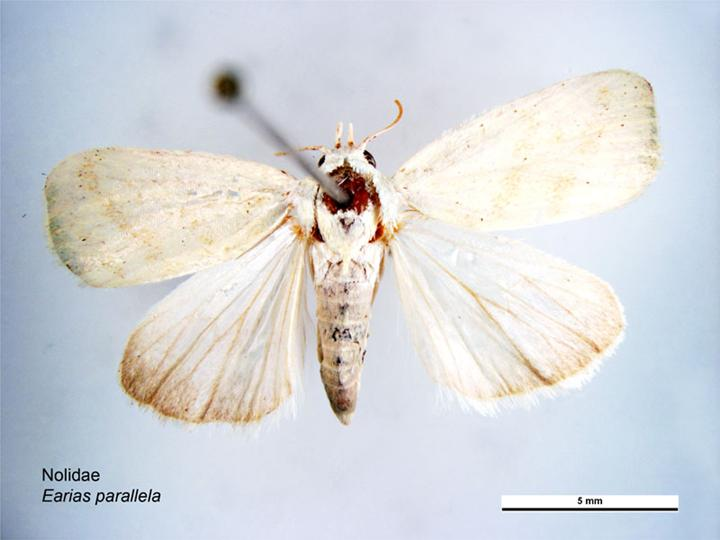
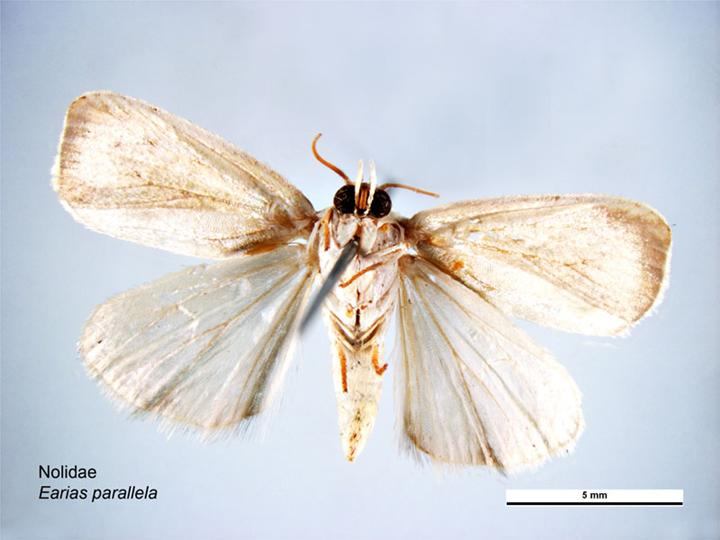